# Ilhas do Canal da Califórnia

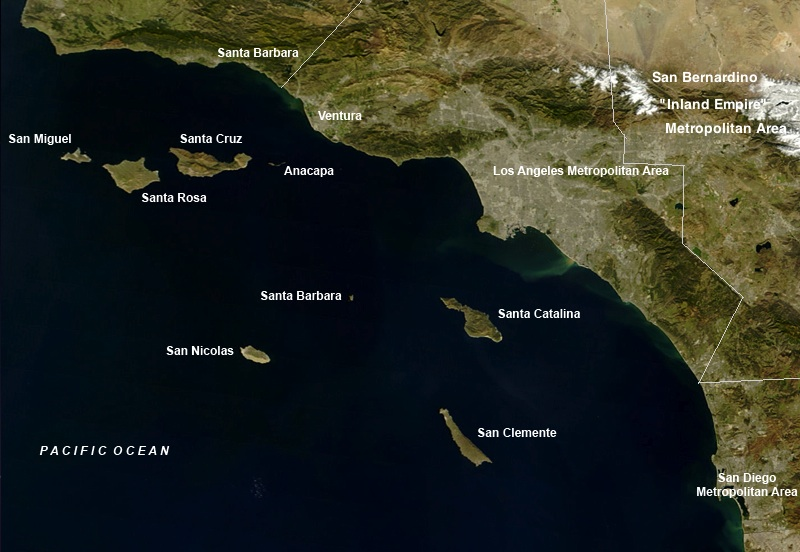
Imagem de satélite do arquipélago.

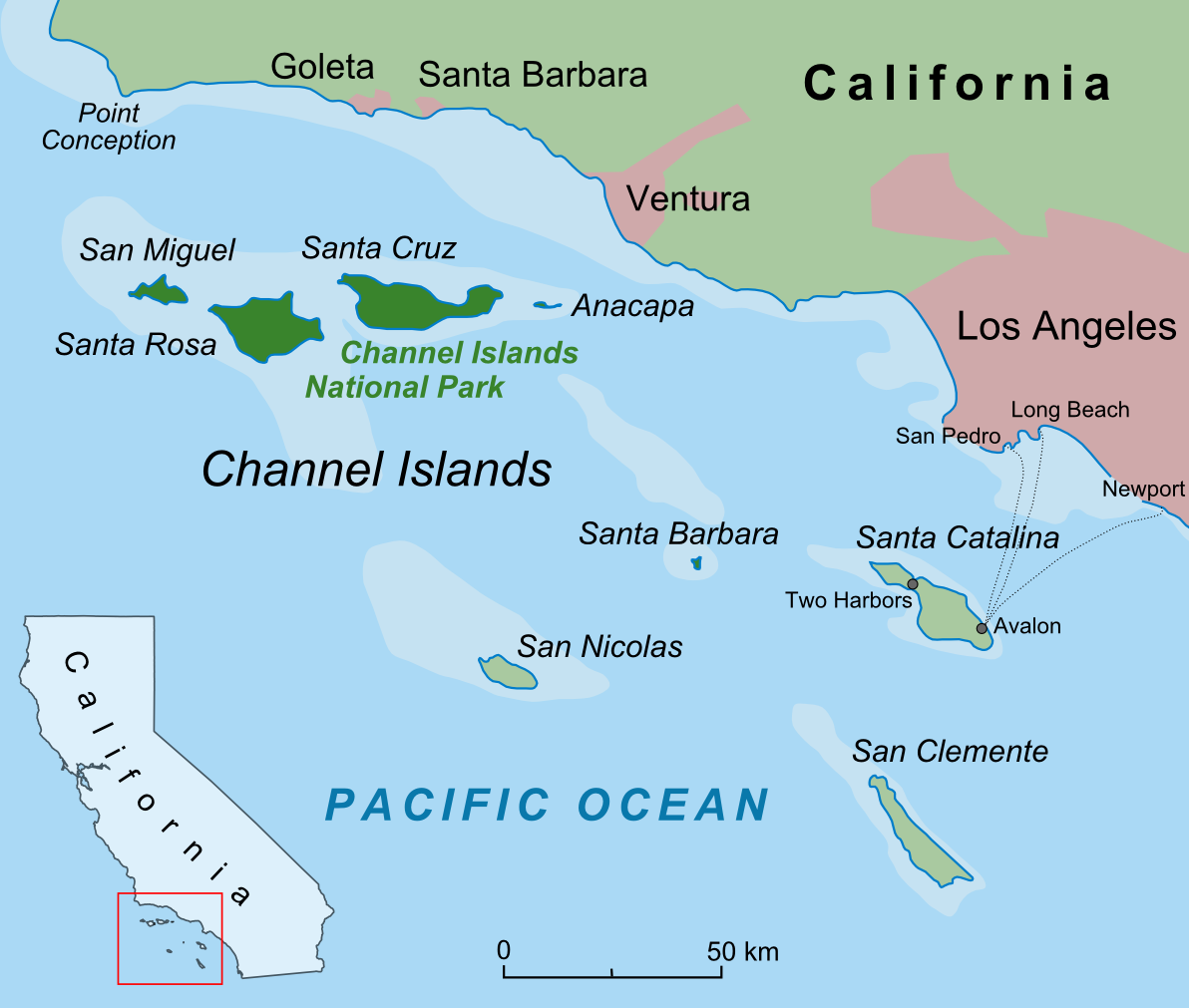
Mapa do arquipélago.

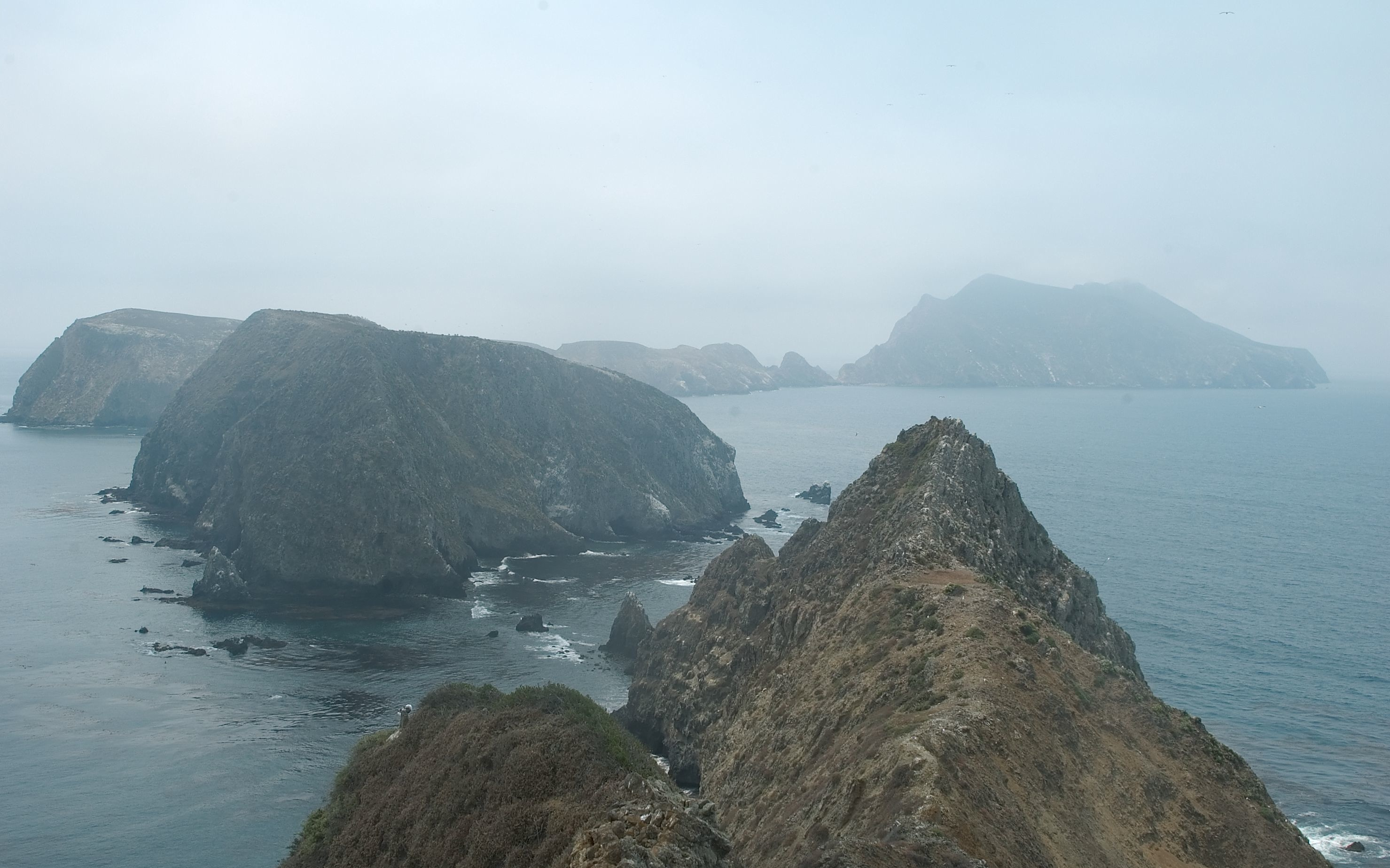
Ilhéus junto à ilha Anacapa.

As Ilhas do Canal da Califórnia ou simplesmente Ilhas do Canal (em inglês:  Channel Islands of California) é um arquipélago situado frente à costa da Califórnia, e que integra este estado dos Estados Unidos desde 1852. É formado por oito ilhas, dois ilhéus e diversos farilhões que se estendem ao longo da costa, entre San Diego e San Francisco. Totalizam 908,8 km², sendo habitadas por 3703 (segundo o censo de 2000). A maior localidade nestas ilhas é Avalon. O ponto mais elevado atinge os 747 m e fica na ilha de Santa Cruz.
As ilhas foram reclamadas de forma não oficial pelo México, não pelo governo mas por grupos de pressão. Em 1972, os Brown Berets, grupo de ativistas latinos e mexicanos residentes tomaram a Ilha de Santa Catalina e invocaram o Tratado de Guadalupe Hidalgo, o qual não menciona as ilhas.

## Características
As oito ilhas estão dividias entre as jurisdições de três condados da Califórnia: Condado de Santa Barbara (quatro), Condado de Ventura (duas) e Condado de Los Angeles (duas). Há dois grupos - o das ilhas do Norte e das ilhas do Sul, cada um com quatro ilhas. As quatro ilhas do Norte foram já uma só massa terrestre conhecida como Santa Rosae.
O arquipélago estende-se por 257 km entre a ilha San Miguel a norte e a ilha San Clemente a sul. Desde 1980, cinco das ilhas integram o Parque Nacional das Ilhas do Canal (Channel Islands National Park): San Miguel, Santa Rosa, Santa Cruz, Anacapa e Santa Barbara. O Santuário Marinho Nacional das Ilhas do Canal abrange as águas até seis milhas náuticas (11 km) ao largo de Anacapa, Santa Cruz, San Miguel e Santa Barbara.
A ilha de Santa Catalina é a única das oito ilhas com significativa permanência humana (na localidade de Avalon, e na área não-incorporada de Two Harbors.
As ilhas do Canal da Califórnia têm baixas altitudes e são virtualmente livres de geada, o que é uma raridade no território dos Estados Unidos continentais, havendo escassa neve de forma muito ocasional.
| As oito ilhas do Canal da Califórnia, ao largo da Costa Oeste dos Estados Unidos     |            |                         |               |                      |
| Ilha                                                                                 | Área (km²) | População censo de 2000 | Condado       | Ponto mais alto (m)  |
| Ilhas do Norte                                                                       |            |                         |               |                      |
| Anacapa                                                                              | 2,95       | 3                       | Ventura       | Summit Peak, 283     |
| San Miguel                                                                           | 37,74      | -                       | Santa Barbara | San Miguel Hill, 253 |
| Santa Cruz                                                                           | 249,95     | 2                       | Santa Barbara | Devils Peak, 747+    |
| Santa Rosa                                                                           | 215,27     | 2                       | Santa Barbara | Soledad Peak, 484    |
| Ilhas do Sul                                                                         |            |                         |               |                      |
| San Clemente                                                                         | 147,13     | 3001)                   | Los Angeles   | Vista Point, 599     |
| San Nicolas                                                                          | 58,93      | 2001)                   | Ventura       | sem nome, 276        |
| Santa Barbara                                                                        | 2,63       | -                       | Santa Barbara | Signal Hill, 193     |
| Santa Catalina                                                                       | 194,19     | 3696                    | Los Angeles   | Monte Orizaba, 648   |
| Ilhas do Canal                                                                       | 908,79     | 3703                    |               | Devils Peak, 747+    |
| 1)Instalações da Marinha dos Estados Unidos, militares itinerantes e população civil |            |                         |               |                      |